# Nemesia elongata
Nemesia elongata är en spindelart som först beskrevs av Simon 1873.  Nemesia elongata ingår i släktet Nemesia och familjen Nemesiidae. Inga underarter finns listade i Catalogue of Life.